# Hemicrepidius jugicola
Hemicrepidius jugicola là một loài bọ cánh cứng trong họ Elateridae. Loài này được Perez Arcas miêu tả khoa học năm 1872.